# Lochstedt
Lochstedt – dawny zamek krzyżacki na północnym odcinku mierzei Zalewu Wiślanego, w pobliżu miasta Rybaki, przy szosie na Piławę. Obecnie na terenie obwodu królewieckiego Federacji Rosyjskiej.

## Historia
Pierwotna nazwa pruska zapisana jako Laucstiete. Ostatnia forma nazwy niemieckiej w pierwszej połowie XX w.: Lochstädt. Gotycki zamek został założony około 1270 r. na mierzei, nad cieśniną między Zalewem Wiślanym (Zatoka Rybacka) i morzem, dla zabezpieczenia żeglugi, jednak warunki żeglugowe szybko się pogorszyły wskutek napływu piasku. Był siedzibą zakonnego prokuratora, a następnie mistrza bursztyniarskiego (de: Bernsteinmeister). Ostatnie lata życia spędził tu w odosobnieniu po abdykacji wielki mistrz Henryk von Plauen. Około 1511 r. zamek był zrujnowany. Od 1525 r. był siedzibą książęcego starostwa. Obok zamku w 1626 r. król Gustaw Adolf założył obóz wojsk szwedzkich, które pozostały praktycznie do 1636 r. W 1664 r. zamek znów był zrujnowany. Po upadku kaplicy parafialnej św. Wojciecha w Tenkitten w 1669 r., do kaplicy zamkowej przeniesiono nabożeństwa i odtąd pełniła funkcję ewangelickiej świątyni parafialnej. W latach 1701–1702 została rozebrana wieża zamkowa i dwa skrzydła, cegły przeznaczono na rozbudowę twierdzy w Piławie. Od tego czasu pozostało tylko skrzydło zachodnie i południowe zamku, poddane gruntownej konserwacji w 1937 r. Znajdowały się tam cenne przykłady gotyckiej kamiennej plastyki architektonicznej. Podczas walk w kwietniu – maju 1945 r. zabudowania uległy zniszczeniu do fundamentów. Z zasypanych dwukondygnacyjnych piwnic skrzydła południowego po wojnie wydobyto szereg zabezpieczonych dokumentów, m.in. dzieła Krystiana Donelaitisa. Także tutaj bezskutecznie poszukiwano zaginionej Bursztynowej Komnaty (1989).
W 1906 r. w pobliżu zamku wybudowano nadmorskie sanatorium dziecięce.
Obecnie jest to teren osiedla Pawłowo (ros. Павлово), w granicach administracyjnych miasta Bałtyjsk.

## Architektura
Zamek składał się pierwotnie ze skrzydeł tworzących czworobok z wewnętrznym dziedzińcem i z wieżą w narożniku północno-wschodnim oraz z położonego na wschód przedzamcza. W skrzydle południowym na piętrze znajdował się refektarz i kaplica ze sklepieniem krzyżowym, tworzącym w przęśle wschodnim iluzję wielobocznego zamknięcia. Na piętrze skrzydła zachodniego znajdowały się trzy komnaty prokuratora. W tych pomieszczeniach odkryto malowidła ścienne z końca XIV w., uznane za najwspanialszy przykład dekoracji krzyżackiego wnętrza, z wyobrażeniami religijnymi i świeckimi, służącymi gloryfikacji zakonu.